# Loddes (Fluss)
Der Loddes (manchmal auch Lodde geschrieben) ist ein Fluss in Frankreich, der im Département Allier in der Region Auvergne-Rhône-Alpes verläuft. Er entspringt im nördlichen Gebiet der gleichnamigen Gemeinde Loddes, entwässert generell Richtung Nordnordost und mündet nach rund 35 Kilometern an der Gemeindegrenze von Coulanges und Pierrefitte-sur-Loire als linker Nebenfluss in einen Seitenarm der Loire. In seinem Unterlauf quert der Loddes den Loire-Seitenkanal bei der Schleuse Nr. 3 (Loddes).
Der mit Abstand größte Zufluss ist die Forêt, die im Oberlauf Ruisseau des Bondes genannt wird, und bei Monétay-sur-Loire von links zumündet.

## Orte am Fluss
(Reihenfolge in Fließrichtung)
- Le Roc, Gemeinde Loddes
- La Tour de la Boutresse, Gemeinde Le Donjon
- Le Donjon
- Contresol, Gemeinde Le Donjon
- Saint-Didier-en-Donjon
- Les Barbiers, Gemeinde Saint-Didier-en-Donjon
- Monétay-sur-Loire
- Les Piéguts, Gemeinde Coulanges
- Les Loyons, Gemeinde Saligny-sur-Roudon
- Le Breuil, Gemeinde Pierrefitte-sur-Loire

## Sehenswürdigkeiten
- Château de Contresol, Schloss aus dem 19. Jahrhundert am Flussufer, in der Gemeinde Le Donjon – Monument historique[4]